# Рейд Лісовського (1615)

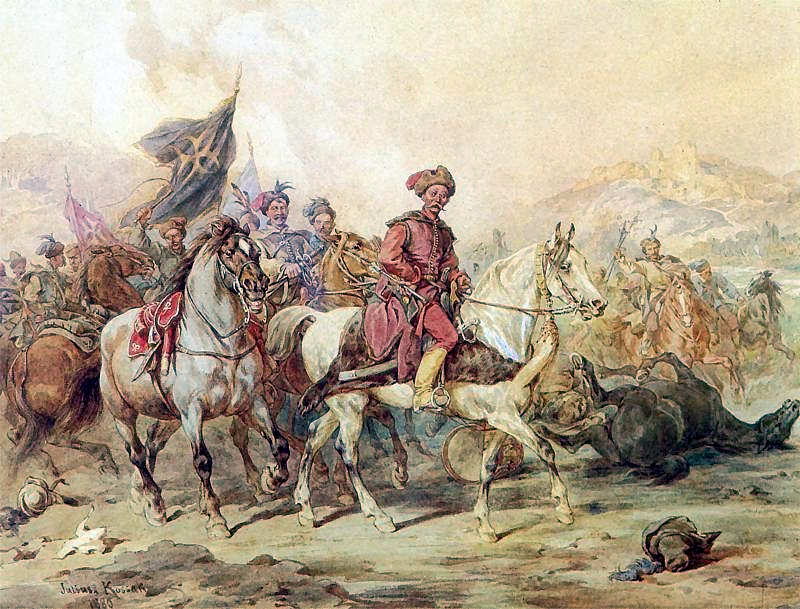
Лісовчики

Рейд Лісовського — епізод польсько-московської війни 1609—1618 років, в ході якого лісовчики під командуванням Олександра Лісовського здійснили в 1615 році похід у глиб території Московського царства, описавши у велику петлю навколо Москви й повернувшись на території Речі Посполитої. В рейді брали участь до 1200—2000 осіб легкої кінноти.
Наприкінці 1614 року в Могильові полковник Лісовський обговорив з гетьманом Ходкевичем можливість глибокого рейду в «москівські межі» і отримав згоду і схвалення як відволікаючий від Смоленська маневр. 12 січня 1615 року в спеціальному універсалі Лісовський закликав під свої знамена «людей без служби перебуваючих», готових служити без платні, тільки за частку у військовій здобичі.
Приготування до походу проходили в Смоленську. Загін складався з поляків, литовців, німців, татар, українців. Польська скарбниця не фінансувала похід і загін годувався цілккоштомнок воєнної здобичі. До первісного ядра загону входило 600 лісовчиків, які ділилися на 6 хоругов (сотень). За наказом гетьмана Ходкевича Лісовський виступив у похід у другій половині лютого 1615 року. Першою метою його походу був Брянськ.
Одночасно з Лісовським на Стародуб виступив загін Януша Кішки.
13 березня лісовчики підступили до Брянська, в якому перебував московський гарнізон під командуванням Петра Воєйкова, і два місяці блокували фортецю, збираючи сили. За цей час число лісовчиків подвоїлося. Дізнавшись про наближення московського війська князя Юрія Шаховського (7 тис. осіб), Лісовський 19 червня першим атакував військо московського воєводи під Карачовим. Незважаючи на нерівність сил Лісовський зумів розгромити князя Шаховського і захопити Карачов і Орел. 6 вересня в районі Орла загін розбив авангард військ князя Пожарського, після чого захопив Болхов, Бельов, підступив до Лихвина (місцевий гарнізон зміг відсидітися за укріпленнями), взяв Перемишль. У листопаді стояв під Ржевом.
На початку 1616 року лісовчики повернулися на Смоленщину, яка в той час входила до складу Королівства Польського.